# Cinéland (Rome)
Le Cineland d'Ostie Lido était un complexe industriel situé près de Rome, également connu sous le nom de Meccanica Romana. Construit en 1928, il a d'abord été consacré à la production de machines agricoles puis par la suite transformé en fonderie ; il a poursuivi son activité avec la construction de wagons de chemin de fer pour la ligne Roma-Lido, et a fermé en 1973.

## Reconversion
Après une longue période d'abandon, en 1999, il a été rénové et reconverti, sur le projet des architectes Maria Guarrera et Bruno Spinozzi, en lieu d'activités de divertissement et de culture : il abrite un cinéma multiplex de quatorze salles offrant 2800 sièges, un grand espace de restauration, une zone commerciale, des espaces pour les jeux, entouré de 60 000 mètres carrés de verdure.